# Jeanne Hersch

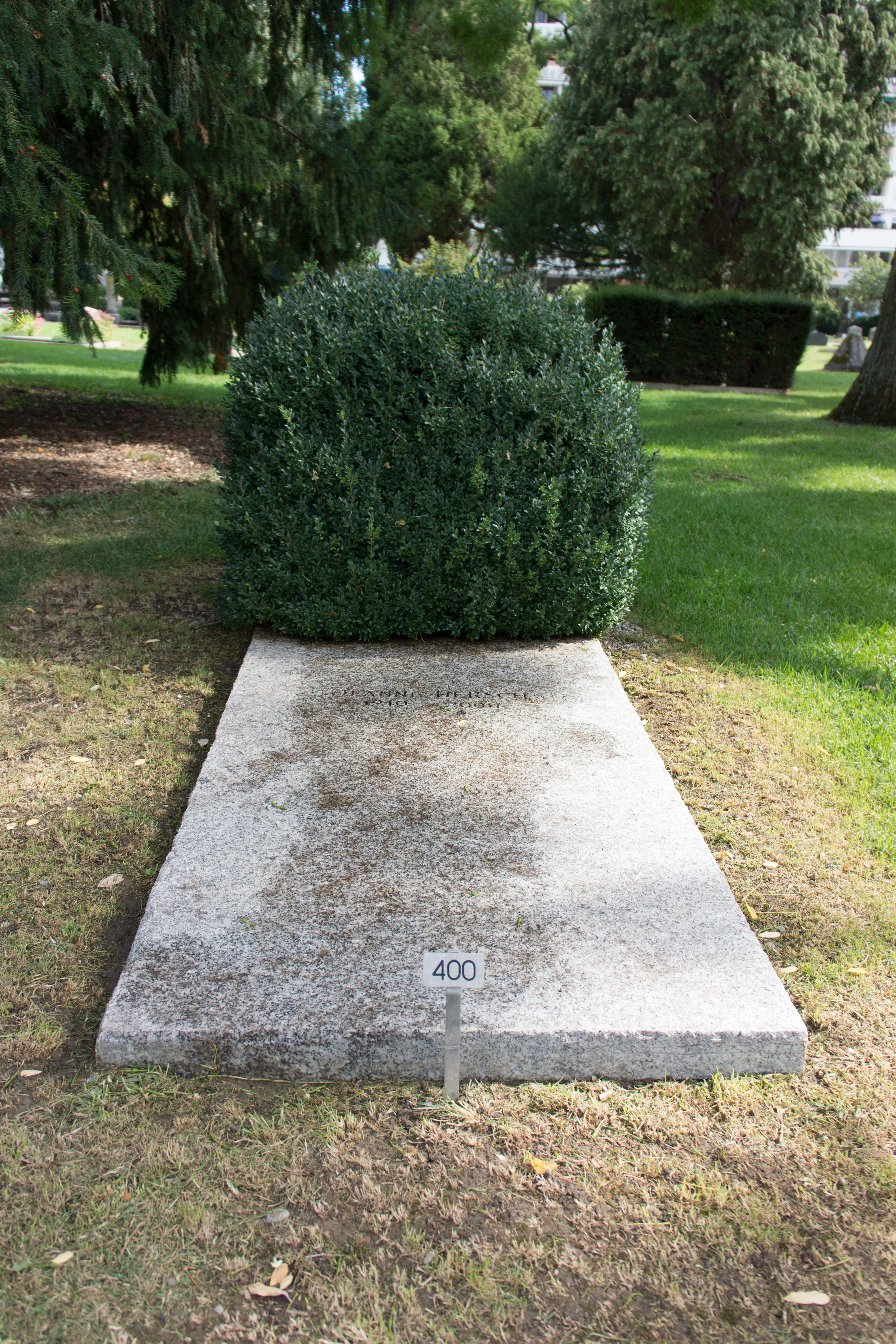
Tumba de Jeanne Hersch en el Cementerio de los Reyes.

Jeanne Hersch (Ginebra, 13 de julio de 1910-ibid. 5 de junio del 2000) fue una filósofa suiza de origen judío polaco, internacionalmente reconocida, cuya obra tiene como eje central el concepto de libertad. Fue profesora de filosofía en la Universidad de Ginebra, directora de la división filosófica de la Unesco, y representante de Suiza en el consejo ejecutivo de esta misma organización. Fue compañera sentimental del político y profesor de universidad André Oltramare.

## Biografía
Era hija de inmigrantes judíos polacos. Su padre, Liebmann Hersch, era profesor de demografía y de estadística en la Universidad de Ginebra; su madre, Liba Lichtenbaum, tenía formación médica, sin embargo nunca ejerció esta profesión, en cambio trabajó en la Sociedad de Naciones, en la sección de desarme. Ambos eran militantes del Bund, movimiento socialista judío y laico, por lo que la educación de Jeanne estuvo impregnada de nociones de justicia social, de democracia y de libertad.

## Formación
Después de la escuela secundaria, entró en la facultad de Letras de la Universidad de Ginebra en 1928, donde obtuvo su licenciatura en 1931 (con un trabajo sobre Henri Bergson), y donde tuvo como profesor a André Oltramare quien más tarde será su compañero sentimental.
Completa su formación en varias estancias en el extranjero: entre 1930 y 1933 en París, en la Escuela práctica de altos estudios, y posteriormente en dos universidades alemanas: la Heidelberg, donde estudia filosofía con Karl Jaspers (a quien considerará siempre su maestro y de quien traducirá las principales obras para darlo a conocer al público francoparlante), y en la universidad de Friburgo de Brisgovia, cuyo rector en esta época (1933) no es otro que Martin Heidegger. Presencia la llegada del régimen hitleriano y regresa a Ginebra, donde adquirió la nacionalidad suiza en 1931.

## Carrera
Ocupa una plaza de profesora de francés, latín y filosofía en la Escuela internacional de Ginebra de 1933 a 1956.
Desde 1956 enseña filosofía en la Universidad de Ginebra, donde será nombrada profesora ordinaria en 1962, siendo la primera mujer profesora de filosofía en esta universidad.
Comienza muy temprano su obra escrita publicando a los 26 años una obra de filosofía, La ilusión filosófica, donde cuenta su descubrimiento de la filosofía a través de las tesis existencialistas de Karl Jaspers.
Su influencia intelectual le vale reconocimiento internacional y en 1960 es llamada a crear y dirigir la división de filosofía de la Unesco; en 1966 es nombrada la representante de Suiza en el consejo ejecutivo de esta organización de las Naciones Unidas.
En 1968 para celebrar el 20.º cumpleaños de la Declaración Universal de los Derechos Humanos, emprende una labor capital, El Derecho de ser un hombre, en el cual reúne millares de textos de culturas y de épocas diferentes que evocan la dignidad de la persona.

## Compromiso político
En 1939, se adhirió al partido socialista ginebrino. Como intelectual, se posicionó a menudo sobre los problemas políticos de su tiempo, y se compromete siempre por la libertad del individuo contra los poderes que la amenazan, lo mismo se trate de gobiernos o de ideologías. Expresó siempre sus convicciones personales, incluso cuando eran opuestas a las posiciones del partido socialista, por ejemplo sobre las políticas ante la droga o sobre el asunto Kopp. En un artículo, «Jeanne Hersch, una demócrata», André Gavillet, antiguo consejero de estado valdense, resume los diferentes posicionamientos de la filósofa.

## Libros
Jeanne Hersch es la autora de una quincena de obras. Se jubila en 1977, pero siguió escribiendo; de este periodo datan algunas de sus obras más importantes, sobre todo Iluminar lo oscuro, cuyo título resume su paso tal como lo explicó al finalizar la larga entrevista concedida a la Televisión suiza francófona en 1972: la claridad de la palabra es el mejor medio de revelar la profundidad y la complejidad de un concepto, como una antorcha que ilumina el fondo de un pozo, dice. Un año antes de su muerte aparece El asombro filosófico, en el cual resume la historia de la filosofía para continuar con la maravillosa capacidad fundamental de interrogar y de poner duda las evidencias.

## Deceso
Murió en Ginebra el 5 de junio de 2000 y está enterrada en el Cementerio de los Reyes donde descansan las personalidades de la ciudad que más han contribuido a su resplandor.

## Obras
- 1936 : La ilusión filosófica, Ed Plon
- 1940 : Tiempos alternados, Ed.: Metropolis, 1990, ISBN 2-88340-009-1
- 1946 : El ser y la forma, Ed La Baconnière
- 1956 : Ideologías y realidad
- 1956 : Traducción del polaco en francés de Sobre los bordes del Issa, de Czeslaw Milosz
- 1968 : El derecho de ser un hombre, Unesco, Payot
- 1978 : Karl Jaspers, Ed.: La Edad de Hombre, bolsillo, 2007,  ISBN 2-8251-1727-7
- 1981 : El asombro filosófico (De la escuela Mileto a Karl Jaspers, Bolsillo, Ed: Gallimard , 1999, ISBN 2-07-032784-1)
- 1981 : El enemigo es el nihilismo
- 1985 : Textos
- 1986 : Iluminar lo oscuro, Ed el Age de Hombre
- 1986 : Traducción en francés de Filosofía, de Karl Jaspers
- 1986 : Tiempo y música
- 1991 : y coll.: Suiza, estado de derecho : La Retirada de Elisabeth Kopp, Ed.: La Edad de Hombre, 1991, ISBN 2-8251-0186-9
- 2008 : La exigencia absoluta de la libertad. Textos sobre los derechos humanos (1973-1995), Ed.: MētisPresses, 2008, Coll.: Voltiges, ISBN 2-940406-06-5